# المواجهة في الأدغال
المواجهة في الأدغال (بالإنجليزية: The Rumble in the Jungle)، وهو نزال في رياضة الملاكمة في بطولة الوزن الثقيل بين جورج فورمان ومحمد علي. أقيمت يوم 30 أكتوبر 1974 في ملعب 20 مايو (ملعب تاتا رفائيل حاليا) في كينشاسا، زائير (جمهورية الكونغو الديمقراطية حاليا)، بين بطل الوزن الثقيل غير المهزوم وبلا منازع جورج فورمان وخصمه محمد علي. حضر النزال 60 ألف متفرج. فاز محمد علي بالضربة القاضية في الجولة الثامنة. وقد أطلق عليه «أعظم حدث رياضي في القرن العشرين» وكان مفاجأة كبيرة، حيث جاء علي كمستضعف 4–1 ضد فورمان الذي لم يهزم وضرب ضربات قوية. اشتهر القتال بتقديم محمد علي تكتيك حبل الحلبة.
تقدر بعض المصادر أن المعركة تمت مشاهدتها من قبل ما يصل إلى مليار مشاهد تلفزيوني حول العالم، أصبح البث التلفزيوني المباشر الأكثر مشاهدة في العالم في ذلك الوقت. وشمل ذلك رقمًا قياسيًا يقدر بـ 50 مليون مشاهد يشاهدون القتال مقابل كل عرض بنظام الدفع مقابل المشاهدة. حقق القتال ما يقدر بـ 100 مليون دولار أمريكي (500 مليون دولار معدلة حسب التضخم) في الإيرادات العالمية. بعد عقود، كانت المباراة موضوع الفيلم الوثائقي، عندما كنا ملوكا الحائز على جائزة الأوسكار.
رتب دون كينغ المعركة مع رجل الأعمال الموسيقي جيري ماسوتشي، الذي اصطحب المجموعة الموسيقية الخاصة به فانيا أول ستارز للعب في المكان. تمكن دون كينغ من إقناع جورج فورمان ومحمد علي بتوقيع عقود منفصلة قائلين إنهما سيقاتلان من أجله إذا كان بإمكانه الحصول على محفظة بقيمة 5 ملايين دولار أمريكي. هذا المبلغ الهائل جدًا في تلك الأيام، كان يُزعم أنه يمنع مروجي الملاكمة الكبار الآخرين من محاولات ترتيب مباراة فورمان ضد محمد علي. ومع ذلك، نظرًا لأن دون كينغ لم يكن لديه المال، ولم يتم الترحيب به لتنظيم حدث من هذا القبيل في الولايات المتحدة، فقد بدأ في البحث عن دولة أخرى لتنظيم الحدث ورعايته.
قام فريد ويمار المستشار الأمريكي باقناع ديكتاتور زائير موبوتو سيسي سيكو بأن الدعاية التي سيولدها مثل هذا الحدث البارز ستساعد نظامه، ووافق موبوتو على القتال في بلاده. في مقابلة تلفزيونية، ذكر دون كينغ أن الدكتاتور الليبي معمر القذافي كان متورطًا في دفع الأموال النقدية للرياضيين ونفقات كبيرة أخرى، على الرغم من أن العملية الدقيقة لم يتم توضيحها. كان دون كينغ قد أسس كونسورتيوم يضم إستثمارات من بنما؛ شركة هيمدال للأفلام، وهي شركة بريطانية أسسها المنتج السينمائي جون دالي والممثل ديفيد همينجز.
على الرغم من ارتباط دون كينغ ارتباطًا وثيقًا بالقتال، إلا أن شركة هيمدال للأفلام التي كان كينج مديرًا لها، كانت المروج الرسمي للمباراة. تم بث النزال على تلفزيون الدائرة المغلقة في المسارح في الولايات المتحدة وعلى التلفزيون عبر الهواء في جميع أنحاء العالم. قام بعمل التعليق بوب شيريدان. قام بتعليق اللون جيمس ناثانيال براون، ديفيد فروست وجو فريزر.
عندما وصل محمد علي إلى زائير (جمهورية الكونغو الديمقراطية حاليا)، تم الترحيب به بالحب والاحترام الذي كان يتمناه بشدة في وطنه. في نظر شعب زائير، كان علي أشبه بتمثيل لنضالات بلادهم، التي حصلت قبل 12 عامًا فقط على استقلالها بعد الحكم الاستعماري البلجيكي الذي أعقبه اضطراب طويل الأمد. استغرق تشكيل ترنيمة علي القليل من الوقت وهتفوا «علي بوما يي» وتعني «علي اقتله».
لم يتمكن جورج فورمان من التواصل مع شعب زائير بالطريقة التي فعلها علي. عند وصوله إلى زائير، غادر فورمان الطائرة مشياً على الأقدام مع اثنين من كلاب الراعي الألماني، وهي نفس الكلاب التي استخدمها البلجيكيون أثناء الاستعمار، كما هو موصوف في فيلم عندما كنا ملوكا.